# Viktor Lazić
Viktor Lazić, srbski potopisec in odvetnik, 24. januar 1985, Beograd, Srbija.

## Izobrazba
Rojen je 24.1.1985 v Beogradu kjer tudi danes živi. Obiskoval je osnovno šolo „Bora Stanković“ na Banjici, bil je dijak generacije v  pravno-birotehniški šoli „9.maj“ v Beogradu in končal Pravno univerzitetno fakulteto v Beogradu. Viktor Lazić je tudi licencirani turistični vodič, ambasador Srbskega bibliofilskega društva, zunanji sodelavec Geografskega inštituta „Jovan Cvijić“, Srbske akademije znanosti in umetnosti, filatelist in numizmatičar. Trenutno dela doktorat iz kitajskega prava na temo „Konfucionizem in legalizem kot dominantne šole kitajskega prava“. Član je Društva pisateljev Srbije. Govori angleški, ruski in nemški jezik.

## Potovanja in potopisi
Viktor Lazić je do sedaj obiskal 70 držav na štirih kontinentih – Evropi, Aziji, Avstraliji in Severni Amerkiki, na potovanjih je vkupno ostal osem let. Potuje z minimalnimi finančnimi sredstvi, sam, velikokrat spi na odprtem ter v avtomobilu,ruskem džipu ladi nivi.
Njegovo največje potovanje je trajalo 421 dni med letoma 2009/2010, katero je opisano v knjigi „Velika avantura“. Potovanje je začel iz Kosova in Metohije iz samostana Dečani. Z avtomobilom je obšel večji del Evrope in prišel do najsevernejše točke evropskega kontinenta, Nordkapa, od koder je nadaljeval pot na sever Rusije. Bil je brez točnega načrta potovanja,  saj mu je bil edini cilj, da  čim več vidi in spozna, obiskal je več tisoč mest in vasi okoli Rusije. Oktobra, leta 2009 je prišel do meje Severne Koreje od koder je nadaljeval potovanje z drugimi prevoznimi sredstvi po Aziji in Avstraliji. V Srbijo se je vrnil z lado nivo iz Vladivostoka preko puščave Gobi, kjer je imel največjo okvaro avtomobila.
Junija leta  2011 se je odpravil na potovanje okoli Črnega morja, ki je trajalo pet mesecev. Obiskal je redko obiskane predele jugovzhodne Turčije Iraka, Gruzije, Azerbejdžana in Armenije. Na meji z Južno Osetijo je prišlo do admistrativno - birokratskega nesporazuma, zaradi katerega so ga zadržali v pritoru 7 dni pod nejasnimi obtožbami, o čemer so pisali mnogi svetovni mediji. Njegovo osloboditev je zahtevala Mednarodna federacija novinarjev, Reporterji brez meja ter mnoga združenja. Po osloboditvi je nadaljeval svoje potovanje po Gruziji vključno z Abhazijo, Turčijo, Rusijo, Ukrajino, Moldavijo ter Pridnestrovljem in Romunijo.
Potopisi Viktora Lazića opisujejo predele v katerih ni turistov, odkrivajo nove turistične destinacije, kulture in naravne lepote. V potopisih pomembno mesto zavzema kontakt z meščani, pojasnjevanje drugačnih pogledov na svet in različni načini življenja. Opisuje tudi življenje gusarjev v Malaški ožini, sekto Vizarion v Sibiriji, srbsko podzemno cerkev v Avstraliji, itd.

## Družinska knjižnica
Viktor Lazić je nasledil dvesto let dolgo tradicijo družinske knjižnica „Lazić“. Kot šesta generacija je knjižnico nasledil ko je imel devet let. Na svojih potovanjih največji del sredstev porabi za nakup knjig in artefaktov za potniško knjižnico in muzej, ki namerava odpreti v Beogradu.

## Seznam objavljenih knjig
1. Goethe – poezija in resnica, Strokovna knjiga, Beograd, Pravno-birotehniška šola „9.maj“, Beograd, 2003
2. Pohajkovanje po državi nasmeha , Bigraf Plus, Beograd, Družinska knjižnica Lazić, Beograd, 2006 + CD z multimedijalnom prezentacijom
3. Pohajkovanje po državi nasmeha (II izdanje), Tretji Trg, Beograd, 2008
4. Velika avantura, Press, Beograd, 2010
5. U srcu Sumatre, Laguna, Beograd, 2011